# 木村星南
木村 星南（きむら せな、1999年6月24日 - ）は、ジャパンラグビーリーグワン東芝ブレイブルーパス東京に所属するラグビー選手。

## プロフィール
- 大阪府出身[1]。
- ポジションはプロップ (PR)。
- 身長: 175 cm、体重: 105 kg

## 来歴
16歳からラグビーを始めた。
2018年、大阪産大附属高校卒業後、東海大学に入る。
2022年、東芝ブレイブルーパス東京に加入。同年12月17日に行われたJAPAN RUGBY LEAGUE ONE第1節埼玉ワイルドナイツ戦にて先発出場でリーグワン公式戦初出場を果たした。
2024年7月、15人制日本代表に追加召集の形で初選出されたが、同じく追加召集された秋季も含め同年内での対外試合出場は無かった。
2025年6月、再び15人制日本代表に選出されると、2025年7月12日リポビタンDチャレンジカップ2025、対ウェールズ代表第2戦において前半37分リザーブから出場し日本代表初キャップを獲得した。

## 受賞歴
- 2023-24リーグワンベスト15（PR1）
- 2024-25リーグワンベスト15（PR1）